# Direttore di edizione
Il direttore di edizione è un'importante figura del cinema che interviene nella fase di post-produzione di un film. Con la digitalizzazione del cinema il suo ruolo è divenuto più ricco e imprescindibile, e sempre più spesso ha assunto le denominazioni di coordinatore della post produzione e supervisore della post produzione. 
È il professionista che coordina i lavori e a cui compete anche la cura dei titoli di testa e di quelli di  coda. 
Inoltre, organizza le proiezioni di prova, gestisce i rapporti con le varie aziende specializzate, si occupa di alcune questioni legali ed è il responsabile della "prova campione", vale a dire della copia del film nella sua versione definitiva, pronta per la spedizione dello stesso ai distributori.